# Andrea Gáldy
Andrea Maria Gáldy (* 1967) ist eine Archäologin und Kunsthistorikerin. Sie war von 2006 bis 2011 Professorin für Kunstgeschichte an der „Florence University of the Arts“ in Florenz.

## Leben
Andrea Gáldy studierte Italienische Literatur, Klassische Archäologie (inklusive Etruskologie) an den Universitäten von Augsburg, Perugia und Hamburg. Das Studium schloss sie im Jahr 1991 mit dem Magister Artium ab. Promoviert wurde sie mit einem Projekt zur Antikensammlung des Großherzogs Cosimo I. de’ Medici ab 2001 an der University of Manchester bei Suzanne B. Butters. Von 2003 bis 2005 war sie Fellow der Henry Moore Foundation. Das folgende Jahr verbrachte sie als Fellow am Harvard University Center for Studies of the Italian Renaissance „Villa I Tatti“. In den Jahren von 2006 bis 2011 war sie Professorin für Kunstgeschichte an der Florence University of the Arts in Florenz. Darauf folgten zwei Jahre als Dozentin für Kunstgeschichte am British Institute of Florence; Gáldy unterrichtete dort Studenten der Universität Buckingham.
Über ihre Lehrtätigkeit hinaus war sie die Initiatorin und Mitbegründerin der working group „Collecting and Display“, die zahlreiche Konferenzen zur Sammlungsgeschichte veranstaltete, wie z. B. „Collecting & Dynastic Ambition“ im Jahr 2006.

## Forschungsschwerpunkte
Der Fokus ihrer Forschung liegt auf der Geschichte der Archäologie und auf der Sammlungsgeschichte in der Renaissance. Hiermit einhergehend, beschäftigt sie sich mit der Präsentation von Sammlerstücken und dem Einfluss sozialer und religiöser Strömungen auf Sammlung und Sammler. Des Weiteren sind die Architektur von Palästen und Kirchen sowie von privaten und öffentlichen Räumen innerhalb der fürstlichen Residenz ein Schwerpunkt ihrer Forschung und Lehre. Eine neue Richtung liegt im Zusammenhang zwischen Museologie, Sammlungswesen und den Digital Humanities.

## Veröffentlichungen (Auswahl)

### Selbständige Schriften
- Andrea M. Gáldy: Cosimo I de’ Medici as Collector: Antiquities and Archaeology in Sixteenth-century Florence. Cambridge Scholars Publishing, Newcastle 2009, ISBN 978-1-4438-0172-0 (englisch).
- Andrea M. Gáldy: The Art, History and Architecture of Florentine Churches – a textbook for students. Cambridge Scholars Publishing, Newcastle 2016, ISBN 978-1-4438-9754-9 (englisch).

### (Mit-)Herausgeberschaften
- Brian Tovey mit Andrea Gáldy und Hilary Hunt (Hrsg.): The Pouncey Index of Baldinucci’s Notizie. Centro Di, Florenz 2005 (englisch).
- Susan Bracken, Andrea Gáldy, Adriana Turpin (Hrsg.): Collecting & Dynastic Ambition. Cambridge Scholars Publishing, Newcastle 2009, ISBN 978-1-4438-1401-0 (englisch).
- Susan Bracken, Andrea Gáldy, Adriana Turpin (Hrsg.): Collecting & the Princely Apartment. Cambridge Scholars Publishing, Newcastle 2011, ISBN 978-1-4438-2591-7 (englisch).
- Susan Bracken, Andrea Gáldy, Adriana Turpin (Hrsg.): Women Patrons & Collectors. Cambridge Scholars Publishing, Newcastle 2012, ISBN 978-1-4438-3464-3 (englisch).
- Susan Bracken, Andrea Gáldy, Adriana Turpin (Hrsg.): Collecting East & West. Cambridge Scholars Publishing, Newcastle 2013, ISBN 978-1-4438-4779-7 (englisch).
- Andrea M. Gáldy (Hrsg.): Agnolo Bronzino – Medici Court Artist in Context. A collection of papers of the 2010 conference held at the British Institute of Florence. Cambridge Scholars Publishing, Newcastle 2013, ISBN 978-1-4438-4412-3 (englisch).
- Andrea M. Gáldy, Sylvia Heudecker (Hrsg.): Collecting Nature (= Collecting Histories). Cambridge Scholars Publishing, Newcastle 2014, ISBN 978-1-4438-6055-0 (englisch).
- Andrea M. Gáldy, Sylvia Heudecker (Hrsg.): Collecting Prints and Drawings (= Collecting Histories). Cambridge Scholars Publishing, Newcastle 2018, ISBN 978-1-4438-2272-5 (englisch).
- Andrea M. Gáldy, Florian Dobmeier (Hrsg.): Collecting & Museology (= Collecting Histories). Cambridge Scholars Publishing, Newcastle 2020, ISBN 978-1-5275-4228-0 (englisch).

### Aufsätze (Auswahl)
In deutscher Sprache
- Andrea Gáldy: Jagen, sammeln, ausstellen – Die Erforschung der Geschichte von Sammlungen. In: Aviso. Zeitschrift für Wissenschaft und Kunst in Bayern. Nr. 2, 2013, S. 38–43 (bayern.de).
- Andrea M. Gáldy: Scientiae Fautoribus. Katholische Aufklärung im schwäbischen Benediktinerreichsstift Irsee. In: Akademie Aktuell. Zeitschrift der Bayerischen Akademie der Wissenschaften. Nr. 1, 2014, S. 72–77 (badw.de [PDF]).